# Anicka van Emden
Anicka van Emden (La Haya, 10 de diciembre de 1986) es una deportista neerlandesa que compitió en judo. 
Participó en los Juegos Olímpicos de Río de Janeiro 2016, obteniendo una medalla de bronce en la categoría de –63 kg. Ha ganado dos medallas de bronce en el Campeonato Mundial de Judo entre los años 2011 y 2013, y tres medallas en el Campeonato Europeo de Judo entre los años 2011 y 2016.

## Palmarés internacional
| Juegos Olímpicos   | Juegos Olímpicos        | Juegos Olímpicos  | Juegos Olímpicos |
| Año                | Lugar                   | Medalla           | Categoría        |
| ------------------ | ----------------------- | ----------------- | ---------------- |
| 2016               | Río de Janeiro (Brasil) | Medalla de bronce | –63 kg           |
| Campeonato Mundial |                         |                   |                  |
| Año                | Lugar                   | Medalla           | Categoría        |
| 2011               | París (Francia)         | Medalla de bronce | –63 kg           |
| 2013               | Río de Janeiro (Brasil) | Medalla de bronce | –63 kg           |
| Campeonato Europeo |                         |                   |                  |
| Año                | Lugar                   | Medalla           | Categoría        |
| 2011               | Estambul (Turquía)      | Medalla de plata  | –63 kg           |
| 2014               | Montpellier (Francia)   | Medalla de bronce | –63 kg           |
| 2016               | Kazán (Rusia)           | Medalla de bronce | –63 kg           |